# V.League Division 1 2018/2019 (damer)
V.League Division 1 2018-2019 spelades mellan 3 november 2018 och 13 april 2019. Det var den 51:a upplagan av turneringen, som utser de japanska mästarna i volleyboll och 11 lag deltog. Hisamitsu Springs blev mästare för sjunde gången (andra i rad) genom att besegra Toray Arrows i finalen.. Foluke Akinradewo utsågs till mest värdefulla spelare medan Jana Matiašovská var främsta poängvinnare.

## Regelverk

### Format
Lagen spelade en grundserie uppdelade i två grupper där alla mötte varandra hemma- och bortamatcher (totalt fem möten) i totalt tjugo matcher per lag:
- De fyra främsta i varje grupp gick vidare till nytt gruppspel. Beroende på deras placering i det första gruppspelet fick de bonuspoäng (6 poäng för ettan, 4 poäng för tvåan, 2 poäng för trean och inga poäng för fyran). Övriga lah spelade placeringsspel där femmaan i varje grupp fick en bonuspoäng)
- Ettan i ovanstående grupp gick direkt till final och mästartiteln, medan tvåan och trean spelade semifinal om den andra fianlplatsen. Dessa matcher spelades som dubbelmöten med golden set om lagen vann varsin match.

### Rankningskriterier
Om slutresultatet blev 3-0 eller 3-1 tilldelades 3 poäng till det vinnande laget och 0 till det förlorande laget, om slutresultatet blev 3-2 tilldelades 2 poäng till det vinnande laget och 1 till det förlorande laget. 
Rankningsordningen i serien definierades utifrån:
- Poäng
- Antal vunna matcher
- Kvot vunna / förlorade set
- Kvot vunna / förlorade poäng.

## Deltagande lag
Utöver de 8 lag som spelat i serien föregående säsong var det planerat med fyra nykomlingar: Okayama Seagulls, PFU BlueCats , Kurobe AquaFairies och Forest Leaves Kumamoto. De senare lade dock ner verksamheten i mars 2018. Istället erbjöds JA Gifu Rioreina och Breath Hamamatsu att ta deras plats. De tackade dock nej, varför serien spelades med 11 lag istället för de 12 som det var planerat för.
| Klubb               | Stad        | Hemmaplan                            | Föregående säsong        |
| ------------------- | ----------- | ------------------------------------ | ------------------------ |
| Denso Airybees      | Nishio      | Nishio Municipal Gymnasium           | 4:a i V.Premier League   |
| Hisamitsu Springs   | Kōbe-Tosu   | Saga Prefectural Gymnasium           | Japansk mästare          |
| Hitachi Rivale      | Hitachinaka | Hitachinaka City Gymnasium           | 8:a i V.Premier League   |
| JT Marvelous        | Nishinomiya | JT Volleyball Club Gymnasium         | 2:a i V.Premier League   |
| Kurobe AquaFairies  | Kurobe      | Kurobe City General Sports Center    | 3:a i Challenge League I |
| NEC Red Rockets     | Kawasaki    | Kawasaki City Todoroki Arena         | 5:a i V.Premier League   |
| Okayama Seagulls    | Okayama     | Okayama Prefectural Ground Gymnasium | 1:a i Challenge League I |
| PFU BlueCats        | Kahoku      | Matsuto Sports Park                  | 2:a i Challenge League I |
| Saitama Ageo Medics | Ageo        | Ageo Citizen Gymnasium               | 7:a i V.Premier League   |
| Toray Arrows        | Ōtsu        | Ukaruchan Arena                      | 6:a i V.Premier League   |
| Toyota Queenseis    | Kariya      | Wing Arena Kariya                    | 3:a i V.Premier League   |

## Turneringen

### Grundserien

#### Resultat
| Resultat |                                          |     |                                   |
|          |                                          |     |                                   |
| 03-11    | Saitama Ageo Medics - Kurobe AquaFairies | 3-1 | 23-25, 25-14, 25-19, 25-16        |
| 03-11    | Denso Airybees - NEC Red Rockets         | 0-3 | 18-25, 25-27, 19-25               |
| 03-11    | JT Marvelous - Okayama Seagulls          | 3-1 | 27-25, 23-25, 25-20, 25-23        |
| 03-11    | Hitachi Rivale - PFU BlueCats            | 3-2 | 23-25, 25-15, 20-25, 25-22, 15-11 |
| 03-11    | Hisamitsu Springs - Toray Arrows         | 3-0 | 25-17, 25-14, 25-22               |
| 04-11    | Saitama Ageo Medics - PFU BlueCats       | 3-0 | 25-15, 25-19, 26-24               |
| 04-11    | JT Marvelous - Toyota Queenseis          | 2-3 | 19-25, 25-20, 25-20, 23-25, 13-15 |
| 04-11    | Hitachi Rivale - Kurobe AquaFairies      | 3-2 | 22-25, 18-25, 25-23, 25-23, 15-10 |
| 10-11    | Denso Airybees - Saitama Ageo Medics     | 3-0 | 25-21, 25-22, 25-23               |
| 10-11    | Toray Arrows - Okayama Seagulls          | 3-1 | 25-14, 16-25, 25-23, 25-22        |
| 10-11    | Toyota Queenseis - NEC Red Rockets       | 3-0 | 25-17, 25-20, 25-18               |
| 10-11    | JT Marvelous - Hisamitsu Springs         | 3-2 | 25-20, 21-25, 14-25, 25-19, 15-10 |
| 10-11    | PFU BlueCats - Kurobe AquaFairies        | 0-3 | 18-25, 19-25, 28-30               |
| 11-11    | Denso Airybees - Hitachi Rivale          | 3-1 | 21-25, 25-19, 26-24, 25-16        |
| 11-11    | Toyota Queenseis - Kurobe AquaFairies    | 3-1 | 20-25, 25-17, 25-21, 25-21        |
| 11-11    | PFU BlueCats - NEC Red Rockets           | 0-3 | 22-25, 20-25, 17-25               |
| 17-11    | Okayama Seagulls - PFU BlueCats          | 3-2 | 21-25, 25-19, 25-17, 18-25, 15-12 |
| 17-11    | Toyota Queenseis - Hitachi Rivale        | 3-1 | 29-31, 25-21, 25-15, 29-27        |
| 17-11    | Saitama Ageo Medics - Hisamitsu Springs  | 0-3 | 20-25, 21-25, 21-25               |
| 17-11    | JT Marvelous - Toray Arrows              | 3-1 | 16-25, 25-17, 25-19, 28-26        |
| 17-11    | Kurobe AquaFairies - NEC Red Rockets     | 0-3 | 17-25, 21-25, 23-25               |
| 18-11    | NEC Red Rockets - PFU BlueCats           | 3-1 | 20-25, 25-18, 25-21, 25-23        |
| 18-11    | Toyota Queenseis - Toray Arrows          | 1-3 | 22-25, 25-16, 20-25, 24-26        |
| 18-11    | JT Marvelous - Hitachi Rivale            | 2-3 | 18-25, 28-26, 21-25, 25-21, 11-15 |
| 18-11    | Kurobe AquaFairies - Denso Airybees      | 0-3 | 17-25, 23-25, 19-25               |
| 24-11    | Toyota Queenseis - Denso Airybees        | 3-1 | 25-21, 25-22, 17-25, 25-20        |
| 24-11    | PFU BlueCats - JT Marvelous              | 1-3 | 25-19, 24-26, 16-25, 12-25        |
| 24-11    | NEC Red Rockets - Toray Arrows           | 2-3 | 25-23, 15-25, 25-14, 16-25, 9-15  |
| 24-11    | Okayama Seagulls - Saitama Ageo Medics   | 2-3 | 27-25, 25-18, 19-25, 16-25, 9-15  |
| 25-11    | Denso Airybees - Kurobe AquaFairies      | 3-1 | 26-24, 20-25, 25-17, 26-24        |
| 25-11    | NEC Red Rockets - Hisamitsu Springs      | 0-3 | 17-25, 22-25, 21-25               |
| 25-11    | Okayama Seagulls - Hitachi Rivale        | 2-3 | 25-17, 20-25, 18-25, 25-21, 10-15 |
| 01-12    | Hitachi Rivale - Okayama Seagulls        | 3-2 | 28-26, 25-20, 19-25, 20-25, 17-15 |
| 01-12    | NEC Red Rockets - JT Marvelous           | 2-3 | 22-25, 25-18, 18-25, 25-22, 16-18 |
| 01-12    | Toray Arrows - Denso Airybees            | 0-3 | 20-25, 21-25, 35-37               |
| 01-12    | Hisamitsu Springs - PFU BlueCats         | 3-1 | 25-23, 20-25, 25-20, 25-13        |
| 01-12    | Saitama Ageo Medics - Toyota Queenseis   | 0-3 | 20-25, 20-25, 18-25               |
| 02-12    | NEC Red Rockets - Okayama Seagulls       | 3-1 | 25-21, 25-19, 21-25, 25-15        |
| 02-12    | Hisamitsu Springs - Denso Airybees       | 3-1 | 25-13, 25-18, 21-25, 25-22        |
| 02-12    | Saitama Ageo Medics - JT Marvelous       | 1-3 | 26-24, 24-26, 22-25, 21-25        |
| 02-12    | Toray Arrows - Kurobe AquaFairies        | 3-0 | 25-20, 25-17, 25-23               |
| 02-12    | Toyota Queenseis - Hitachi Rivale        | 3-1 | 20-25, 25-13, 25-19, 25-18        |
| 08-12    | Denso Airybees - PFU BlueCats            | 3-0 | 25-21, 25-21, 25-16               |
| 08-12    | Hisamitsu Springs - Toyota Queenseis     | 3-0 | 25-21, 25-23, 32-30               |
| 08-12    | Saitama Ageo Medics - NEC Red Rockets    | 3-0 | 27-25, 25-17, 25-19               |
| 08-12    | Hitachi Rivale - Kurobe AquaFairies      | 3-0 | 26-24, 25-21, 25-19               |
| 08-12    | JT Marvelous - Okayama Seagulls          | 3-0 | 25-22, 25-22, 25-18               |
| 09-12    | PFU BlueCats - Kurobe AquaFairies        | 1-3 | 20-25, 25-20, 23-25, 22-25        |
| 09-12    | Hisamitsu Springs - Toray Arrows         | 3-1 | 25-19, 15-25, 25-22, 25-22        |
| 09-12    | Denso Airybees - NEC Red Rockets         | 0-3 | 22-25, 21-25, 19-25               |
| 09-12    | Hitachi Rivale - Saitama Ageo Medics     | 3-2 | 25-21, 25-21, 20-25, 20-25, 15-9  |
| 09-12    | Toyota Queenseis - Okayama Seagulls      | 1-3 | 28-26, 29-31, 22-25, 20-25        |
| 05-01    | Hisamitsu Springs - Okayama Seagulls     | 3-1 | 23-25, 25-20, 25-9, 25-20         |
| 05-01    | Toray Arrows - Saitama Ageo Medics       | 3-0 | 25-19, 25-18 25-23                |
| 05-01    | Kurobe AquaFairies - JT Marvelous        | 0-3 | 9-25, 16-25, 23-25                |

| Resultat |                                          |     |                                   |
|          |                                          |     |                                   |
| 06-01    | Hisamitsu Springs - PFU BlueCats         | 3-0 | 25-14, 25-16, 25-23               |
| 06-01    | Kurobe AquaFairies - Saitama Ageo Medics | 0-3 | 20-25, 22-25, 21-25               |
| 12-01    | Toyota Queenseis - NEC Red Rockets       | 3-0 | 26-24, 25-23, 25-23               |
| 12-01    | Okayama Seagulls - Toray Arrows          | 3-2 | 25-13, 19-25, 21-25, 29-27, 15-11 |
| 12-01    | Hisamitsu Springs - Kurobe AquaFairies   | 3-1 | 25-16, 21-25, 25-19, 25-19        |
| 12-01    | Saitama Ageo Medics - Hitachi Rivale     | 3-1 | 15-25, 25-13, 25-20, 25-10        |
| 12-01    | JT Marvelous - Denso Airybees            | 3-1 | 18-25, 25-22, 25-14, 25-23        |
| 13-01    | Saitama Ageo Medics - Toyota Queenseis   | 1-3 | 15-25, 25-19, 16-25, 22-25        |
| 13-01    | Okayama Seagulls - Kurobe AquaFairies    | 3-0 | 25-11, 25-20, 25-23               |
| 13-01    | Hisamitsu Springs - JT Marvelous         | 3-0 | 33-31, 25-19, 25-17               |
| 13-01    | Hitachi Rivale - PFU BlueCats            | 3-1 | 25-22, 20-25, 25-18, 25-19        |
| 13-01    | Denso Airybees - Toray Arrows            | 0-3 | 21-25, 16-25, 28-30               |
| 19-01    | Hisamitsu Springs - Toyota Queenseis     | 3-0 | 25-20, 25-17, 25-23               |
| 19-01    | PFU BlueCats - Denso Airybees            | 0-3 | 18-25, 22-25, 19-25               |
| 19-01    | Saitama Ageo Medics - JT Marvelous       | 3-2 | 25-19, 17-25, 16-25, 25-23, 15-13 |
| 19-01    | Toray Arrows - Hitachi Rivale            | 3-2 | 25-23, 25-18, 23-25, 22-25, 15-7  |
| 20-01    | Hisamitsu Springs - Hitachi Rivale       | 3-2 | 23-25, 25-17, 23-25, 25-15, 15-12 |
| 20-01    | Saitama Ageo Medics - NEC Red Rockets    | 3-2 | 25-20, 17-25, 25-23, 23-25, 15-9  |
| 20-01    | PFU BlueCats - Okayama Seagulls          | 1-3 | 15-25, 20-25, 25-23, 21-25        |
| 20-01    | Toyota Queenseis - Toray Arrows          | 2-3 | 25-20, 18-25, 22-25, 25-23, 9-15  |
| 26-01    | Toyota Queenseis - PFU BlueCats          | 3-0 | 29-27, 26-24, 25-15               |
| 26-01    | NEC Red Rockets - Hitachi Rivale         | 3-2 | 25-20, 23-25, 25-23, 20-25, 15-10 |
| 26-01    | Okayama Seagulls - Kurobe AquaFairies    | 3-0 | 25-19, 25-20, 25-22               |
| 26-01    | JT Marvelous - Toray Arrows              | 3-1 | 25-16, 25-19, 24-26, 25-22        |
| 26-01    | Hisamitsu Springs - Saitama Ageo Medics  | 1-3 | 12-25, 27-25, 22-25, 20-25        |
| 27-01    | NEC Red Rockets - Hisamitsu Springs      | 2-3 | 25-23, 24-26, 25-23, 18-25, 13-15 |
| 27-01    | Okayama Seagulls - Toyota Queenseis      | 3-0 | 25-17, 25-18, 25-21               |
| 27-01    | Denso Airybees - Hitachi Rivale          | 3-0 | 25-15, 25-20, 25-20               |
| 27-01    | Toray Arrows - PFU BlueCats              | 3-1 | 29-27, 25-27, 25-18, 26-24        |
| 02-02    | Toyota Queenseis - Kurobe AquaFairies    | 3-0 | 25-18, 25-13, 25-18               |
| 02-02    | Toray Arrows - Hitachi Rivale            | 3-0 | 29-27, 26-24, 25-17               |
| 02-02    | PFU BlueCats - Saitama Ageo Medics       | 1-3 | 19-25, 15-25, 25-22, 15-25        |
| 02-02    | Denso Airybees - Okayama Seagulls        | 0-3 | 20-25, 21-25, 20-25               |
| 02-02    | JT Marvelous - NEC Red Rockets           | 2-3 | 25-19, 17-25, 25-22, 21-25, 13-15 |
| 03-02    | NEC Red Rockets - Toray Arrows           | 3-2 | 25-23, 25-23, 16-25, 23-25, 15-12 |
| 03-02    | Denso Airybees - Hisamitsu Springs       | 2-3 | 20-25, 25-21, 25-21, 17-25, 21-23 |
| 03-02    | JT Marvelous - Hitachi Rivale            | 3-1 | 25-22, 26-24, 22-25, 25-18        |
| 09-02    | Denso Airybees - Okayama Seagulls        | 0-3 | 20-25, 22-25, 15-25               |
| 09-02    | NEC Red Rockets - Hitachi Rivale         | 3-0 | 25-22, 25-20, 25-21               |
| 09-02    | JT Marvelous - Toyota Queenseis          | 3-0 | 27-25, 25-22, 25-19               |
| 09-02    | Toray Arrows - Saitama Ageo Medics       | 3-1 | 25-21, 25-17, 14-25, 25-22        |
| 09-02    | Kurobe AquaFairies - Hisamitsu Springs   | 0-3 | 20-25, 23-25, 22-25               |
| 10-02    | Toyota Queenseis - PFU BlueCats          | 3-0 | 25-18, 25-20, 25-19               |
| 10-02    | Hisamitsu Springs - Okayama Seagulls     | 3-1 | 25-23, 22-25, 25-18, 27-25        |
| 10-02    | Kurobe AquaFairies - JT Marvelous        | 0-3 | 21-25, 13-25, 19-25               |
| 16-02    | Hitachi Rivale - Hisamitsu Springs       | 1-3 | 12-25, 25-23, 22-25, 20-25        |
| 16-02    | Okayama Seagulls - NEC Red Rockets       | 3-2 | 27-25, 31-29, 31-33, 20-25, 15-12 |
| 16-02    | Denso Airybees - JT Marvelous            | 3-2 | 25-21, 25-21, 23-25, 21-25, 15-11 |
| 16-02    | Toray Arrows - Kurobe AquaFairies        | 3-0 | 25-16, 25-22, 25-11               |
| 17-02    | Denso Airybees - Toyota Queenseis        | 0-3 | 18-25, 20-25, 17-25               |
| 17-02    | Okayama Seagulls - Saitama Ageo Medics   | 0-3 | 21-25, 19-25, 25-27               |
| 17-02    | Toray Arrows - PFU BlueCats              | 3-2 | 23-25, 23-25, 25-11, 25-21, 15-9  |
| 17-02    | NEC Red Rockets - Kurobe AquaFairies     | 3-1 | 25-22, 25-18, 24-26, 25-23        |
| 23-02    | Denso Airybees - Saitama Ageo Medics     | 3-2 | 20-25, 23-25, 25-16, 25-21, 15-12 |
| 23-02    | JT Marvelous - PFU BlueCats              | 3-2 | 25-18, 19-25, 23-25, 25-20, 15-8  |

#### Sluttabell - Östra gruppen
| Pos. | Lag               | Pt | G  | V  | P  | VS | FS | Kvot  | VP    | PS    | Kvot  |
| ---- | ----------------- | -- | -- | -- | -- | -- | -- | ----- | ----- | ----- | ----- |
| 1.   | Hisamitsu Springs | 52 | 20 | 18 | 2  | 57 | 19 | 3,000 | 1 805 | 1 571 | 1,149 |
| 2.   | JT Marvelous      | 44 | 20 | 14 | 6  | 52 | 31 | 1,677 | 1 880 | 1 749 | 1,075 |
| 3.   | Toyota Queenseis  | 39 | 20 | 13 | 7  | 43 | 28 | 1,536 | 1 665 | 1 550 | 1,074 |
| 4.   | Toray Arrows      | 37 | 20 | 13 | 7  | 46 | 33 | 1,394 | 1 789 | 1 694 | 1,056 |
| 5.   | Okayama Seagulls  | 30 | 20 | 10 | 10 | 41 | 38 | 1,079 | 1 771 | 1 748 | 1,013 |

#### Sluttabell - Västra gruppen
| Pos. | Lag                 | Pt | G  | V  | P  | VS | FS | Kvot  | VP    | PS    | Kvot  |
| ---- | ------------------- | -- | -- | -- | -- | -- | -- | ----- | ----- | ----- | ----- |
| 1.   | NEC Red Rockets     | 35 | 20 | 11 | 9  | 43 | 36 | 1,194 | 1 758 | 1 729 | 1,017 |
| 2.   | Saitama Ageo Medics | 32 | 20 | 11 | 9  | 40 | 37 | 1,081 | 1 703 | 1 643 | 1,037 |
| 3.   | Denso Airybees      | 29 | 20 | 10 | 10 | 35 | 36 | 0,972 | 1 593 | 1 602 | 0,994 |
| 4.   | Hitachi Rivale      | 21 | 20 | 8  | 12 | 36 | 49 | 0,735 | 1 783 | 1 910 | 0,934 |
| 5.   | Kurobe AquaFairies  | 7  | 20 | 2  | 18 | 16 | 60 | 0,267 | 1 383 | 1 646 | 0,840 |
| 6.   | PFU BlueCats        | 4  | 20 | 0  | 20 | 12 | 54 | 0,222 | 1 528 | 1 816 | 0,841 |

      Vidare till slutspelsgruppspel.
      Vidare till placeringsgruppspel.

### Slutspel

#### Slutspelsgruppspel

##### Resultat
| Resultat |                                      |     |                                   |
|          |                                      |     |                                   |
| 02-03    | Hisamitsu Springs - Denso Airybees   | 3-0 | 25-19, 25-20, 25-23               |
| 02-03    | Toyota Queenseis - Hitachi Rivale    | 3-1 | 21-25, 25-22, 25-19, 25-19        |
| 02-03    | NEC Red Rockets - Toray Arrows       | 2-3 | 25-23, 26-24, 19-25, 23-25, 12-15 |
| 03-03    | Hisamitsu Springs - Toyota Queenseis | 3-1 | 25-23, 25-16, 29-31, 25-17        |
| 03-03    | JT Marvelous - Saitama Ageo Medics   | 3-0 | 25-21, 25-18, 26-24               |
| 03-03    | Denso Airybees - Hitachi Rivale      | 3-1 | 20-25, 25-18, 25-20, 25-18        |
| 09-03    | NEC Red Rockets - Toyota Queenseis   | 2-3 | 25-20, 25-16, 24-26, 22-25, 23-25 |
| 09-03    | Hisamitsu Springs - Toray Arrows     | 3-1 | 22-25, 25-20, 25-19, 25-22        |
| 09-03    | JT Marvelous - Denso Airybees        | 2-3 | 18-25, 23-25, 25-17, 25-23, 8-15  |
| 09-03    | Saitama Ageo Medics - Hitachi Rivale | 2-3 | 25-16, 25-18, 17-25, 22-25, 11-15 |
| 10-03    | Hisamitsu Springs - Hitachi Rivale   | 3-1 | 25-19, 25-19, 23-25, 25-19        |
| 10-03    | NEC Red Rockets - JT Marvelous       | 1-3 | 17-25, 25-22, 16-25, 18-25        |
| 10-03    | Denso Airybees - Toyota Queenseis    | 1-3 | 22-25, 16-25, 25-21, 14-25        |
| 10-03    | Saitama Ageo Medics - Toray Arrows   | 0-3 | 20-25, 19-25, 22-25               |

| Resultat |                                         |     |                                   |
|          |                                         |     |                                   |
| 16-03    | NEC Red Rockets - Denso Airybees        | 0-3 | 19-25, 17-25, 19-25               |
| 16-03    | Hisamitsu Springs - Saitama Ageo Medics | 3-2 | 20-25, 25-18, 23-25, 25-17, 15-10 |
| 16-03    | Hitachi Rivale - Toray Arrows           | 0-3 | 17-25, 15-25, 16-25               |
| 16-03    | JT Marvelous - Toyota Queenseis         | 3-0 | 25-20, 25-22, 26-24               |
| 17-03    | NEC Red Rockets - Hitachi Rivale        | 3-2 | 23-25, 18-25, 25-15, 25-12, 15-11 |
| 17-03    | Hisamitsu Springs - JT Marvelous        | 3-0 | 25-18, 25-22, 25-16               |
| 17-03    | Denso Airybees - Toray Arrows           | 1-3 | 25-22, 19-25, 23-25, 15-25        |
| 17-03    | Saitama Ageo Medics - Toyota Queenseis  | 0-3 | 17-25, 26-28, 17-25               |
| 23-03    | NEC Red Rockets - Saitama Ageo Medics   | 0-3 | 18-25, 21-25, 19-25               |
| 23-03    | Toyota Queenseis - Toray Arrows         | 1-3 | 18-25, 25-19, 17-25, 23-25        |
| 23-03    | JT Marvelous - Hitachi Rivale           | 0-3 | 20-25, 21-25, 20-25               |
| 24-03    | NEC Red Rockets - Hisamitsu Springs     | 0-3 | 21-25, 23-25, 16-25               |
| 24-03    | JT Marvelous - Toray Arrows             | 2-3 | 25-22, 25-18, 23-25, 26-28, 10-15 |
| 24-03    | Saitama Ageo Medics - Denso Airybees    | 2-3 | 25-18, 19-25, 25-20, 25-27, 14-16 |

##### Sluttabell
| Pos. | Lag                 | Pt tot | Pt bon | G | V | P | VS | FS | Kvot  | VP  | PS  | Kvot  |
| ---- | ------------------- | ------ | ------ | - | - | - | -- | -- | ----- | --- | --- | ----- |
| 1.   | Hisamitsu Springs   | 27     | 6      | 7 | 7 | 0 | 21 | 5  | 4,200 | 632 | 528 | 1,197 |
| 2.   | Toray Arrows        | 16     | 0      | 7 | 6 | 1 | 19 | 9  | 2,111 | 647 | 585 | 1,106 |
| 3.   | JT Marvelous        | 15     | 4      | 7 | 3 | 4 | 13 | 13 | 1,000 | 574 | 568 | 1,011 |
| 4.   | Toyota Queenseis    | 13     | 2      | 7 | 4 | 3 | 14 | 13 | 1,077 | 618 | 615 | 1,005 |
| 5.   | Denso Airybees      | 12     | 2      | 7 | 4 | 3 | 14 | 14 | 1,000 | 602 | 611 | 0,985 |
| 6.   | NEC Red Rockets     | 10     | 6      | 7 | 1 | 6 | 8  | 20 | 0,400 | 579 | 634 | 0,913 |
| 7.   | Saitama Ageo Medics | 10     | 4      | 7 | 1 | 6 | 9  | 18 | 0,500 | 562 | 600 | 0,937 |
| 8.   | Hitachi Rivale      | 7      | 0      | 7 | 2 | 5 | 21 | 17 | 1,235 | 558 | 631 | 0,884 |

      Vidare till final
      Vidare till semifinal

#### Slutspel
|  | Semifinaler | Semifinaler  | Semifinaler |              |   | Final | Final             | Final |  |
|  |             |              |             |              |   |       |                   |       |  |
|  |             |              |             |              |   | 1     | Hisamitsu Springs | 3     |  |
|  |             |              |             |              |   | 1     | Hisamitsu Springs | 3     |  |
|  |             |              | 2           | Toray Arrows | 0 |       |                   |       |  |
|  | 2           | Toray Arrows | 2           | Toray Arrows | 0 | 2     |                   |       |  |
|  | 2           | Toray Arrows |             |              |   |       |                   |       |  |
|  | 3           | JT Marvelous | 3           |              |   |       |                   |       |  |

##### Semifinaler
| Match 1 |                             |     |                                   |
|         |                             |     |                                   |
| 30-03   | Toray Arrows - JT Marvelous | 2-3 | 25-20, 24-26, 25-22, 18-25, 15-17 |

| Match 2 |                             |     |                                      |
|         |                             |     |                                      |
| 31-03   | Toray Arrows - JT Marvelous | 3-1 | 21-25, 25-21, 25-17, 25-22 GS: 25-20 |

##### Final
| Match 1 |                                  |     |                     |
|         |                                  |     |                     |
| 06-04   | Hisamitsu Springs - Toray Arrows | 3-0 | 25-21, 25-13, 27-25 |

| Match 2 |                                  |     |                                             |
|         |                                  |     |                                             |
| 13-04   | Hisamitsu Springs - Toray Arrows | 2-3 | 31-29, 19-25, 23-25, 25-23, 13-15 GS: 25-18 |

### Placeringsgruppspel

#### Resultat
| Första omgången |                                       |     |                     |
|                 |                                       |     |                     |
| 09-03           | Kurobe AquaFairies - Okayama Seagulls | 0-3 | 14-25, 26-28, 12-25 |

| Andra omgången |                                   |     |                            |
|                |                                   |     |                            |
| 16-03          | Kurobe AquaFairies - PFU BlueCats | 3-1 | 29-27, 21-25, 25-17, 25-18 |

| \| Tredje omgången \| \| \| \| \| \| \| \| \| \| 17-00 \| Okayama Seagulls - PFU BlueCats \| 3-0 \| 25-15, 25-18, 25-23 \| |                                 |     |                     |
| Tredje omgången |                                 |     |                     |
| |                                 |     |                     |
| 17-00 | Okayama Seagulls - PFU BlueCats | 3-0 | 25-15, 25-18, 25-23 |

#### Sluttabell
| Pos. | Lag                | P | PB | G | V | P | VS | FS | Kvot  | VP | PS | Kvot |
| ---- | ------------------ | - | -- | - | - | - | -- | -- | ----- | -- | -- | ---- |
| 1.   | Okayama Seagulls   | 7 | 1  | 2 | 2 | 0 | 6  | 0  | MAX   |    |    |      |
| 2.   | Kurobe AquaFairies | 4 | 1  | 2 | 1 | 1 | 3  | 4  | 0,750 |    |    |      |
| 3.   | PFU BlueCats       | 0 | 0  | 2 | 0 | 2 | 1  | 6  | 0,170 |    |    |      |

## Slutplaceringar
| Pos   | Lag                 | Turnering                                       |
| ----- | ------------------- | ----------------------------------------------- |
| Japan | Hisamitsu Springs   | Asian Women's Club Volleyball Championship 2020 |
| 2     | Toray Arrows        |                                                 |
| 3     | JT Marvelous        |                                                 |
| 4     | Toyota Queenseis    |                                                 |
| 5     | Denso Airybees      |                                                 |
| 6     | NEC Red Rockets     |                                                 |
| 7     | Saitama Ageo Medics |                                                 |
| 8     | Hitachi Rivale      |                                                 |
| 9     | Okayama Seagulls    |                                                 |
| 10    | Kurobe AquaFairies  |                                                 |
| 11    | PFU BlueCats        |                                                 |

## Individuella utmärkelser
| Utmärkelse                           | Namn                | Lag               |
| ------------------------------------ | ------------------- | ----------------- |
| Mest värdefulla spelare della finale | Foluke Akinradewo   | Hisamitsu Springs |
| Bästa tränare                        | Shingo Sakai        | Hisamitsu Springs |
| Bästa kämpaglöd                      | Jana Matiašovská    | Toray Arrows      |
| Bästa nykomling                      | Nanami Seki         | Toray Arrows      |
| Bästa poängvinnare                   | Jana Matiašovská    | Toray Arrows      |
| Bästa anfallare                      | Foluke Akinradewo   | Hisamitsu Springs |
| Bästa blockare                       | Foluke Akinradewo   | Hisamitsu Springs |
| Bästa servare                        | Jana Matiašovská    | Toray Arrows      |
| Bästa mottagare                      | Risa Shinnabe       | Hisamitsu Springs |
| Bästa försvarare                     | Risa Shinnabe       | Hisamitsu Springs |
| Bästa sexa                           | Nanami Seki         | Toray Arrows      |
| Bästa sexa                           | Risa Shinnabe       | Hisamitsu Springs |
| Bästa sexa                           | Brankica Mihajlović | JT Marvelous      |
| Bästa sexa                           | Jana Matiašovská    | Toray Arrows      |
| Bästa sexa                           | Foluke Akinradewo   | Hisamitsu Springs |
| Bästa sexa                           | Sinead Jack         | Denso Airybees    |
| Bästa libero                         | Mako Kobata         | JT Marvelous      |
| Förtjänstpris                        | Nana Inoue          | Toray Arrows      |
| Yasutaka Matsudairas pris            | Shingo Sakai        | Hisamitsu Springs |
| Bästa GM                             | Akira Kayashima     | Hisamitsu Springs |
| Hederspris                           | Risa Shinnabe       | Hisamitsu Springs |

## Statistik
| Vunna poäng | Vunna poäng         | Vunna poäng | Vunna poäng         |
| Pos.        | Namn                | Poäng       | Lag                 |
| ----------- | ------------------- | ----------- | ------------------- |
| 1           | Jana Matiašovská    | 883         | Toray Arrows        |
| 2           | Brankica Mihajlović | 699         | JT Marvelous        |
| 3           | Katarina Barun      | 638         | Saitama Ageo Medics |
| 4           | Neriman Özsoy       | 635         | Toyota Queenseis    |
| 5           | Ai Kurogo           | 551         | Toray Arrows        |
| 6           | Yuki Ishii          | 490         | Hisamitsu Springs   |
| 7           | Mizuki Tanaka       | 486         | JT Marvelous        |
| 8           | Sinead Jack         | 452         | Denso Airybees      |
| 9           | Hisae Watanabe      | 421         | Hitachi Rivale      |
| 10          | Foluke Akinradewo   | 396         | Hisamitsu Springs   |

| Vunna attacker | Vunna attacker      | Vunna attacker | Vunna attacker      |
| Pos.           | Namn                | Poäng          | Lag                 |
| -------------- | ------------------- | -------------- | ------------------- |
| 1              | Jana Matiašovská    | 766            | Toray Arrows        |
| 2              | Brankica Mihajlović | 655            | JT Marvelous        |
| 3              | Neriman Özsoy       | 580            | Toyota Queenseis    |
| 4              | Katarina Barun      | 558            | Saitama Ageo Medics |
| 5              | Ai Kurogo           | 489            | Toray Arrows        |
| 6              | Yuki Ishii          | 453            | Hisamitsu Springs   |
| 7              | Mizuki Tanaka       | 442            | JT Marvelous        |
| 8              | Hisae Watanabe      | 399            | Hitachi Rivale      |
| 9              | Sinead Jack         | 363            | Denso Airybees      |
| 10             | Yurie Nabeya        | 356            | Denso Airybees      |

| Vunna block | Vunna block       | Vunna block | Vunna block         |
| Pos.        | Namn              | Poäng       | Lag                 |
| ----------- | ----------------- | ----------- | ------------------- |
| 1           | Nana Iwasaka      | 95          | Hisamitsu Springs   |
| 2           | Jana Matiašovská  | 89          | Toray Arrows        |
| 3           | Foluke Akinradewo | 80          | Hisamitsu Springs   |
| 4           | Sinead Jack       | 74          | Denso Airybees      |
| 5           | Mai Irisawa       | 68          | Hitachi Rivale      |
| 6           | Erika Araki       | 67          | Toyota Queenseis    |
| 7           | Aika Akutagawa    | 59          | JT Marvelous        |
| 8           | Alyja Santiago    | 53          | Saitama Ageo Medics |
| 9           | Kaho Ōno          | 56          | Toray Arrows        |
| 10          | Katarina Barun    | 51          | Saitama Ageo Medics |
| 10          | Jennifer Doris    | 51          | PFU BlueCats        |

| Serveess | Serveess         | Serveess | Serveess            |
| Pos.     | Namn             | Poäng    | Lag                 |
| -------- | ---------------- | -------- | ------------------- |
| 1        | Mai Irisawa      | 30       | Hitachi Rivale      |
| 2        | Katarina Barun   | 29       | Saitama Ageo Medics |
| 3        | Jana Matiašovská | 28       | Toray Arrows        |
| 3        | Nanami Seki      | 28       | Toray Arrows        |
| 5        | Ai Kurogo        | 27       | Toray Arrows        |
| 6        | Aika Akutagawa   | 23       | JT Marvelous        |
| 6        | Risa Shinnabe    | 23       | Hisamitsu Springs   |
| 8        | Mizuki Tanaka    | 22       | JT Marvelous        |
| 9        | Sarina Koga      | 21       | NEC Red Rockets     |
| 9        | Asuka Nomura     | 21       | Denso Airybees      |
| 9        | Alyja Santiago   | 21       | Saitama Ageo Medics |